# Levier de commande
Pour les articles homonymes, voir levier.
 (mai 2017).
Si vous disposez d'ouvrages ou d'articles de référence ou si vous connaissez des sites web de qualité traitant du thème abordé ici, merci de compléter l'article en donnant les références utiles à sa vérifiabilité et en les liant à la section « Notes et références ».

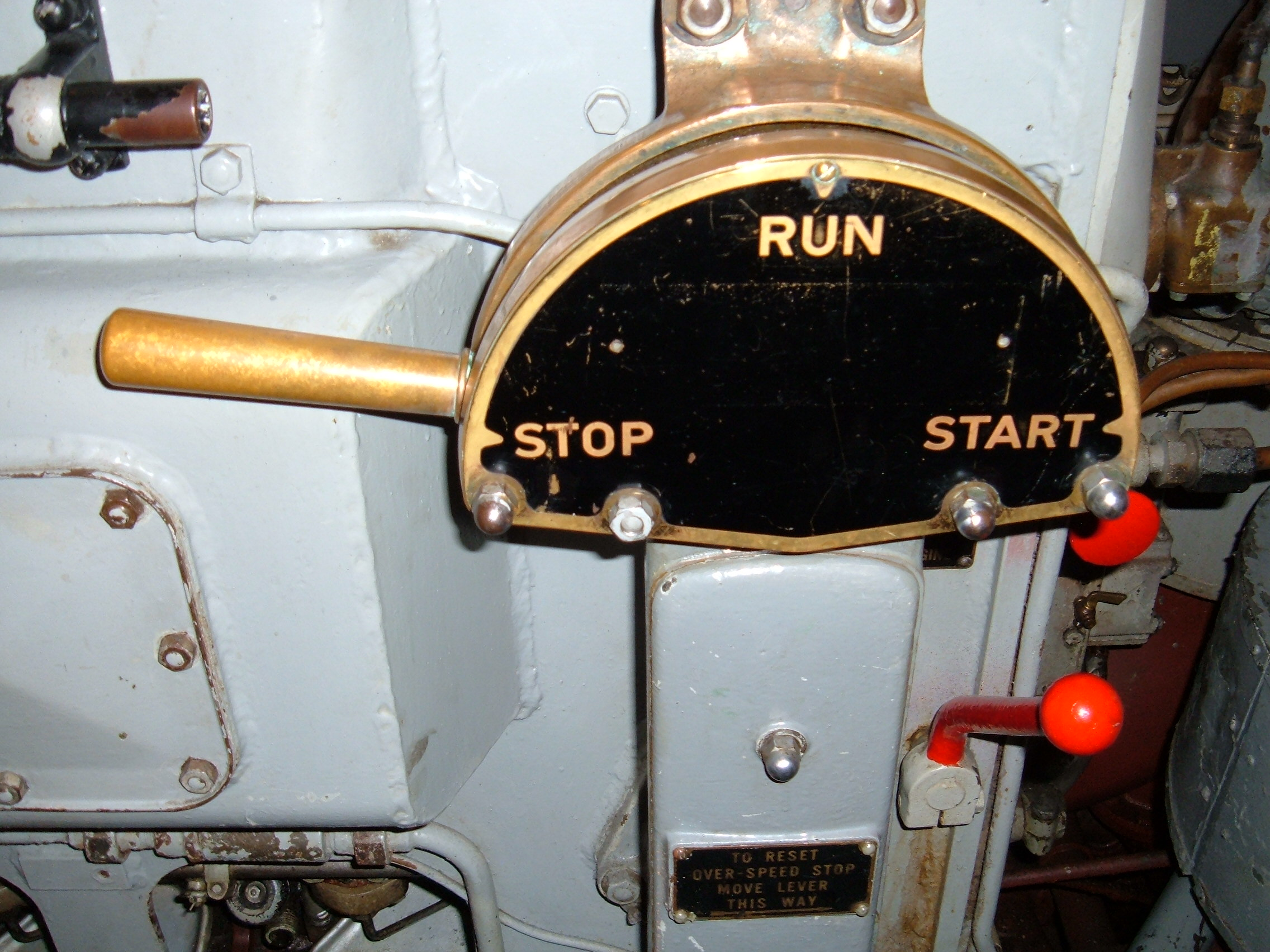
Levier de commande à 3 positions.

En mécanique, un levier de commande est un petit dispositif, une manette, qui se présente sous la forme d'une tige rigide pivotant à une extrémité, et permettant de transmettre un signal de commande simple à un autre mécanisme.
Un levier constitue une interface homme-machine mécanique simple.

## Exemples
Un interrupteur mural et le levier d'action d'une boîte de vitesses sont des leviers de commande.